# Sphenopholis
Sphenopholis es un género de plantas herbáceas de la familia de las poáceas. Es originario de Norteamérica e Indias Occidentales.

## Etimología
El nombre del género deriva de las palabras griegas sphen (cuña) y pholis (a escala), aludiendo a la dura gluma obovada. 

## Especies
- Sphenopholis annua
- Sphenopholis aristata
- Sphenopholis filiformis
- Sphenopholis glabra
- Sphenopholis hallii
- Sphenopholis intermedia
- Sphenopholis interrupta
- Sphenopholis longiflora
- Sphenopholis nitida
- Sphenopholis obtusata
- Sphenopholis pallens
- Sphenopholis palustris
- Sphenopholis pennsylvanica
- Sphenopholis pubescens
- Sphenopholis robusta